# پایان خشونت
پایان خشونت (انگلیسی: The End of Violence) فیلمی در ژانر درام به کارگردانی ویم وندرس است که در سال ۱۹۹۷ منتشر شد. این فیلم در جشنواره فیلم کن ۱۹۹۷ حضور داشت.

## بازیگران
- بیل پولمن
- گابریل بیرن
- روزالیند چائو
- اندی مک‌داول
- پروییت تیلور وینس
- اودو کیر
- جان دیهل
- فردریک فورست
- مارشال بل
- نیکول آری پارکر
- ساموئل فولر
- میلی آفیتال